# 8419 Терумікадзумі
8419 Теру́мікадзу́мі (8419 Terumikazumi) — астероїд головного поясу, відкритий 7 листопада 1996 року.
Тіссеранів параметр щодо Юпітера — 3,328.
Названо на честь Терумі Кадзумі (яп. てるみ・かずみ(光身一身) терумі кадзумі).